# Ukraïna maïe talant
L'Ukraine a un incroyable talent, ou L'Ukraine a un talent (ukrainien: Україна має талант, Ukraïna maïe talant), est une émission de télé-crochet ukrainienne lancée en 2009 et diffusée sur la chaîne de télévision STB. Il s'agit de l'adaptation en Ukraine du concept télévisé créé par Simon Cowell, et adapté en plusieurs langues et dans plusieurs pays.
Le but de l'émission consiste à trouver, parmi un ensemble de candidats, un « talent » dans des domaines divers tels que le chant, la danse, le spectacle et les arts d'une manière générale. La sélection se fait à partir des prestations des candidats, chaque prestation étant jugée par un jury composé de trois personnes. L'émission est animée par Oksana Marchenko. Les deux premières saisons, diffusée respectivement à partir du 3 avril 2009 et du 5 mars 2010, se sont déroulées dans la ville de d'Odessa. La troisième saison, diffusée à partir du 4 mars 2011, a eu lieu à Kharkiv.
Parmi les talents que l'émission a révélé, on peut citer Kseniya Simonova, créatrice de séquences animées à base de sable, qui a remporté la première saison de l'émission en 2009.

## Composition du jury
- Vladyslav Yama - Danseur professionnel (saisons 1 à 5)
- Slava Frolova - Animatrice de télévision (saisons 1 à 9)
- Igor Kondratyuk - Animateur de télévision, producteuret membre de l'équipe de la version ukrainienne de l'émission Quoi ? Où ? Quand ?  (saisons 1 à 9)
- Hector Jimenez-Bravo - Cuisinier, animateur de la version ukrainienne de l'émission MasterChef (saison 6)
- Vyacheslav Uzelkov - Boxeur (saison 6 et 7)
- Dzidzio - Groupe de musique (saisons 8 et 9)
- Sergey Prytula - Homme politique, Animateur de télévision (saison 10)
- Ksenia Mishina - Actrice (saison 10)
- Yevhen Kot - Danseur (saison 10)
- Jury X - Lilia Podkopayeva, Ruslana, Zhan Beleniouk, Olha Kharlan, Masha Efrosinina (saison 10)